# Bågfris

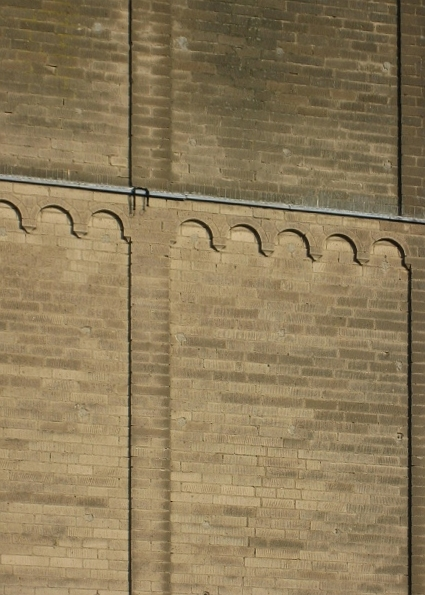
Bågfris på en naturstensfasad (Alt-St. Martin i Kaarst).

Bågfris är ett ornament som företrädesvis förekommer i den romanska stilen och gotiken. Ornamentet består av en rad små bågar (runda eller spetsiga) under en huvudgesims. Ibland vilar bågarna på små konsoler.